# Mismaloya (Tonalá)
Mismaloya es una localidad del estado mexicano de Jalisco. Es parte del municipio de Tonalá.

## Toponimia
El nombre «Mismaloya» proviene de los términos en náhuatl: michin, pescado; malli, cautivo; yan, lugar. Su significado es «Pesquería» o «Lugar donde se pesca».

## Demografía
| Censo | Población |
| ----- | --------- |
| 2010  | 2 356     |
| 2020  | 8 585     |